# 4 Heures de Monza 2021
Navigation
Édition précédente Édition suivante
Les 4 Heures de Monza 2021, disputées le 11 juillet 2021 sur le circuit de Monza, sont la cinquante-neuvième édition de cette course, la sixième sur un format de quatre heures, et la quatrième manche de l'European Le Mans Series 2021.

## Engagés

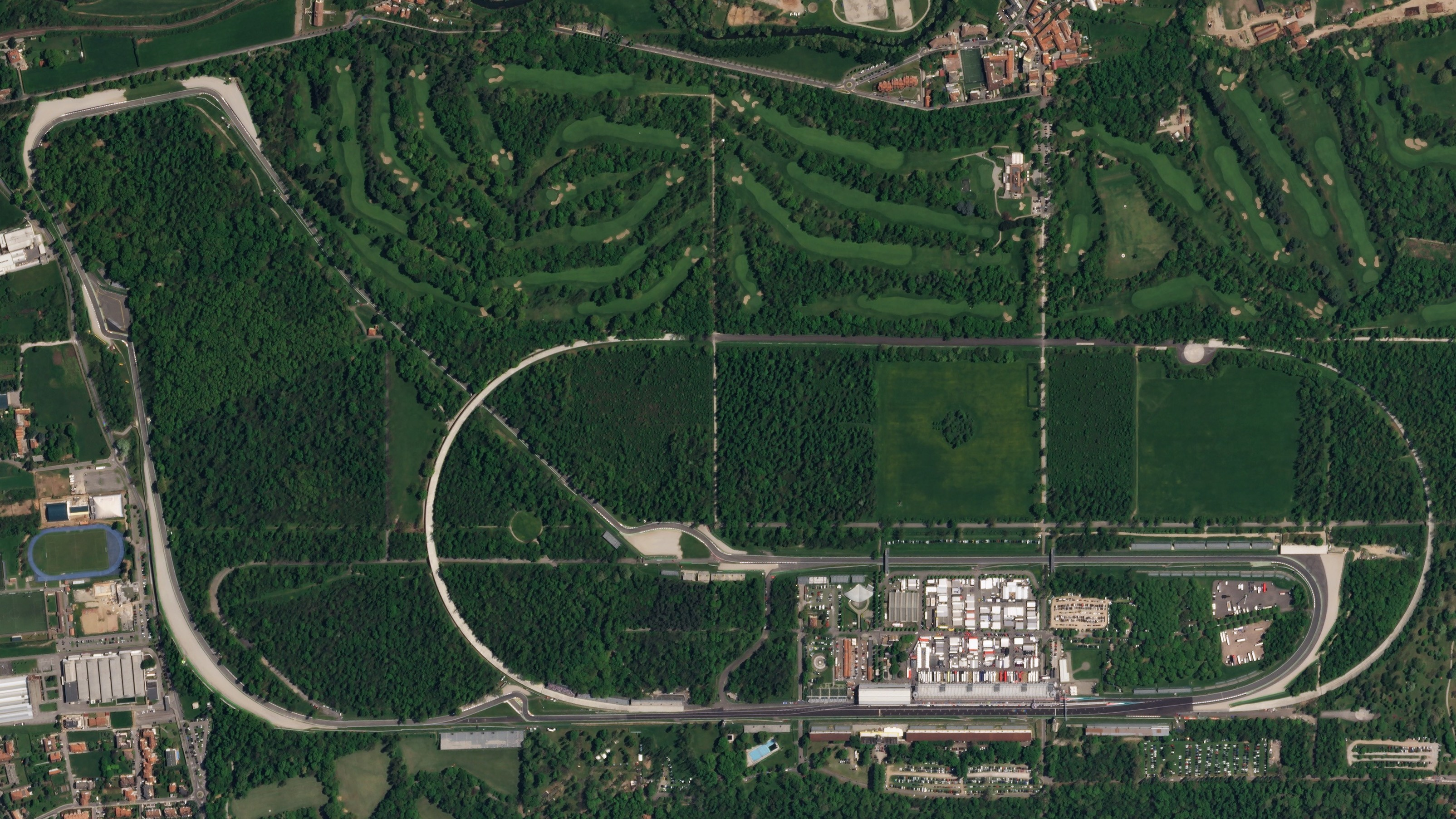
Vue aérienne du Circuit de Monza

La liste officielle des engagés était composée de 44 voitures, dont 19 en LMP2 dont 9 Pro/Am, 16 en LMP3 et 9 en LM GTE,.
Dans la catégorie LMP2, absente lors des 4 Heures du Castellet, l'écurie américaine DragonSpeed USA avait fait son retour avec son Oreca 07 n°21 avec comme pilotes Henrik Hedman, Ben Hanley et Juan Pablo Montoya. Trois autres écuries, qui participaient cette saison là au Championnat du monde d'endurance, ont saisi l’opportunité de préparer les 6 Heures de Monza en prenant part à cette épreuve. Nous retrouvons ainsi l'écurie suisse Realteam Racing avec comme pilote Esteban Garcia et Loïc Duval, l'écurie britannique Jota avec comme pilote Jazeman Jaafar et Sean Gelael et l'écurie néerlandaise Racing Team Nederland avec comme pilote Frits van Eerd et Giedo Van der Garde. Ces trois écuries ont fait rouler leur Oreca 07. Logan Sargeant avait de nouveau remplacé Harry Tincknell aux mains de l"Oreca 07 n°34 de l'écurie Racing Team Turkey car Harry Tincknell était retenu par ses obligations de pilote de réserve pour l'écurie Audi Sport ABT Schaeffler dans le cadre du Championnat du monde de Formule E pour la manche de New York. Pour les mêmes raisons, Nyck de Vries qui avait été remplacé par Mikkel Jensen aux mains de l"Oreca 07 n°26 de l'écurie G-Drive Racing. A la suite d'un test positif au Covid-19 du pilote néerlandais Job van Uitert, l'écurie britannique United Autosports avait été contraint de déclarer forfait pour son Oreca 07 n°32.
Dans la catégorie LMP3, Le pilote de karting Mathieu de Barbuat avait rejoint l'écurie luxembourgeoise DKR Engineering et avait fait ses débuts dans le championnat LMP3 aux mains d'une Duqueine D08 avec comme copilote, Laurents Hörr. Le pilote italien Mattia Pasini avait remplacé le pilote belge  Ulysse de Pauw aux mains de la Ligier JS P320 n°13 de l'écurie polonaise Inter Europol Competition. Le pilote français Erwin Creed à quant à lui remplacé Mattia Pasini dans le baquet de la Ligier JS P320 n°14. A la suite d'une sortie de piste du pilote italien Jacopo Baratto avec sa Ligier JS P320 n°11 de l'écurie EuroInternational, l'écurie avait plié bagage pour cause de gros dommages sur la voiture.
Dans la catégorie LMGTE, Felipe Laser (de) a fait son retour dans l'équipage de la Porsche 911 RSR-19 n°93 de l'écurie Proton Competition afin d'épauler Richard Lietz et Michael Fassbender. À la suite du décès de son père, Matthew Griffin avait été remplacé par le pilote officiel Alessandro Pier Guidi aux mains de la Ferrari 488 GTE Evo n°55 de l'écurie suisse Spirit of Race.

## Qualifications
| Pos. | Classe | N° | Équipe                    | Pilote                 | Temps           | Écart      |
| 1    | LMP2   | 26 | G-Drive Racing            | Franco Colapinto       | 1 min 37 s 469  | --         |
| 2    | LMP2   | 22 | United Autosports         | Jonathan Aberdein      | 1 min 37 s 893  | + 0 s 424  |
| 3    | LMP2   | 41 | Team WRT                  | Louis Delétraz         | 1 min 38 s .031 | + 0 s 562  |
| 4    | LMP2   | 21 | DragonSpeed USA           | Ben Hanley             | 1 min 38 s 058  | + 0 s 589  |
| 5    | LMP2   | 34 | Racing Team Turkey        | Logan Sargeant         | 1 min 38 s 060  | + 0 s 591  |
| 6    | LMP2   | 24 | Algarve Pro Racing        | Ferdinand von Habsburg | 1 min 38 s 112  | + 0 s 643  |
| 7    | LMP2   | 92 | Racing Team Nederland     | Giedo Van der Garde    | 1 min 38 s 172  | + 0 s 703  |
| 8    | LMP2   | 65 | Panis Racing              | James Allen            | 1 min 38 s 253  | + 0 s 784  |
| 9    | LMP2   | 30 | DUQUEINE Team             | René Binder            | 1 min 38 s 331  | + 0 s 862  |
| 10   | LMP2   | 37 | Cool Racing               | Nicolas Lapierre       | 1 min 38 s 364  | + 0 s 895  |
| 11   | LMP2   | 82 | JOTA                      | Jazeman Jaafar         | 1 min 38 s 378  | + 0 s 909  |
| 12   | LMP2   | 28 | IDEC Sport                | Paul-Loup Chatin       | 1 min 38 s 478  | + 1 s 009  |
| 13   | LMP2   | 29 | Ultimate                  | Matthieu Lahaye        | 1 min 38 s 585  | + 1 s 116  |
| 14   | LMP2   | 25 | G-Drive Racing            | Roberto Merhi          | 1 min 38 s 600  | + 1 s 131  |
| 15   | LMP2   | 70 | Realteam Racing           | Loic Duval             | 1 min 38 s 770  | + 1 s 301  |
| 16   | LMP2   | 39 | Graff                     | Vincent Capillaire     | 1 min 38 s 927  | + 1 s 458  |
| 17   | LMP2   | 17 | IDEC Sport                | Ryan Dalziel           | 1 min 39 s 007  | + 1 s 538  |
| 18   | LMP2   | 35 | BHK Motorsport            | Sergio Campana         | 1 min 39 s 157  | + 1 s 688  |
| 19   | LMP3   | 4  | DKR Engineering           | Laurents Hörr          | 1 min 43 s 127  | + 5 s 658  |
| 20   | LMP3   | 13 | Inter Europol Competition | Ugo de Wilde           | 1 min 43 s 180  | + 5 s 711  |
| 21   | LMP3   | 20 | Team Virage               | Garett Grist           | 1 min 43 s 219  | + 5 s 750  |
| 22   | LMP3   | 8  | Graff                     | David Droux            | 1 min 43 s 423  | + 5 s 954  |
| 23   | LMP3   | 2  | United Autosports         | Wayne Boyd             | 1 min 43 s 483  | + 6 s 014  |
| 24   | LMP3   | 15 | RLR Msport                | Malthe Jakobsen        | 1 min 43 s 663  | + 6 s 194  |
| 25   | LMP3   | 5  | MV2S Racing               | Fabien Lavergne        | 1 min 43 s 710  | + 6 s 241  |
| 26   | LMP3   | 9  | Graff                     | Matthias Kaiser        | 1 min 43 s 946  | + 6 s 477  |
| 27   | LMP3   | 19 | Cool Racing               | Niklas Krütten         | 1 min 44 s 069  | + 6 s 600  |
| 28   | LMP3   | 3  | United Autosports         | Duncan Tappy           | 1 min 44 s 079  | + 6 s 610  |
| 29   | LMP3   | 12 | Racing Experience         | David Hauser           | 1 min 44 s 514  | + 7 s 045  |
| 30   | LMP3   | 7  | Nielsen Racing            | Colin Noble            | 1 min 44 s 585  | + 7 s 116  |
| 31   | LMP3   | 18 | 1 AIM Villorba Corse      | Damiano Fioravanti     | 1 min 44 s 833  | + 7 s 415  |
| 32   | LMP3   | 14 | Inter Europol Competition | Marius Zug             | 1 min 44 s 959  | + 7 s 490  |
| 33   | LMP3   | 6  | Nielsen Racing            | Austin McCusker        | 1 min 45 s 138  | + 7 s 669  |
| 34   | LMGTE  | 55 | Spirit of Race            | Alessandro Pier Guidi  | 1 min 46 s .608 | + 9 s 139  |
| 35   | LMGTE  | 88 | AF Corse                  | Alessio Rovera         | 1 min 46 s 659  | + 9 s 190  |
| 36   | LMGTE  | 95 | TF Sport                  | Ross Gunn              | 1 min 46 s 670  | + 9 s 201  |
| 37   | LMGTE  | 77 | WeatherTech Racing        | Gianmaria Bruni        | 1 min 46 s 674  | + 9 s 205  |
| 38   | LMGTE  | 93 | Proton Competition        | Richard Lietz          | 1 min 46 s 775  | + 9 s 306  |
| 39   | LMGTE  | 60 | Iron Lynx                 | Paolo Ruberti          | 1 min 46 s 836  | + 9 s 367  |
| 40   | LMGTE  | 83 | Iron Lynx                 | Michelle Gatting       | 1 min 47 s 167  | + 9 s 698  |
| 41   | LMGTE  | 66 | JMW Motorsport            | Jody Fannin            | 1 min 47 s 578  | + 10 s 109 |
| 42   | LMGTE  | 80 | Iron Lynx                 | Miguel Molina          | 1 min 47 s 646  | + 10 s 177 |

## Course

### Classement de la course
Voici le classement final au terme de la course.
- Les vainqueurs de chaque catégorie sont signalés par un fond jauni.
- Pour la colonne Pneus, il faut passer le curseur au-dessus du modèle pour connaître le manufacturier de pneumatiques.

| Pos  | Classe | no | Écurie                    | Pilotes                                                  | Châssis                        | Pneus | Tours | Temps               |
| Pos  | Classe | no | Écurie                    | Pilotes                                                  | Moteur                         | Pneus | Tours | Temps               |
| ---- | ------ | -- | ------------------------- | -------------------------------------------------------- | ------------------------------ | ----- | ----- | ------------------- |
| 1    | LMP2   | 65 | Panis Racing              | Julien Canal Will Stevens James Allen                    | Oreca 07                       | G     | 125   | 4 h 00 min 56 s 924 |
| 1    | LMP2   | 65 | Panis Racing              | Julien Canal Will Stevens James Allen                    | Gibson GK428 4,2 l V8 Atmo     | G     | 125   | 4 h 00 min 56 s 924 |
| 2    | LMP2   | 22 | United Autosports         | Jonathan Aberdein Philip Hanson Tom Gamble               | Oreca 07                       | G     | 125   | + 5 s 131           |
| 2    | LMP2   | 22 | United Autosports         | Jonathan Aberdein Philip Hanson Tom Gamble               | Gibson GK428 4,2 l V8 Atmo     | G     | 125   | + 5 s 131           |
| 3    | LMP2   | 82 | JOTA                      | Jazeman Jaafar Sean Gelael                               | Oreca 07                       | G     | 125   | + 34 s 420          |
| 3    | LMP2   | 82 | JOTA                      | Jazeman Jaafar Sean Gelael                               | Gibson GK428 4,2 l V8 Atmo     | G     | 125   | + 34 s 420          |
| 4    | LMP2   | 41 | Team WRT                  | Louis Delétraz Robert Kubica Ye Yifei                    | Oreca 07                       | G     | 125   | + 41 s 783          |
| 4    | LMP2   | 41 | Team WRT                  | Louis Delétraz Robert Kubica Ye Yifei                    | Gibson GK428 4,2 l V8 Atmo     | G     | 125   | + 41 s 783          |
| 5    | LMP2   | 30 | DUQUEINE Team             | René Binder Tristan Gommendy Memo Rojas                  | Oreca 07                       | G     | 124   | + 1 tour            |
| 5    | LMP2   | 30 | DUQUEINE Team             | René Binder Tristan Gommendy Memo Rojas                  | Gibson GK428 4,2 l V8 Atmo     | G     | 124   | + 1 tour            |
| 6    | LMP2   | 25 | G-Drive Racing            | Rui Andrade John Falb Roberto Merhi                      | Aurus 01                       | G     | 124   | + 1 tour            |
| 6    | LMP2   | 25 | G-Drive Racing            | Rui Andrade John Falb Roberto Merhi                      | Gibson GK428 4,2 l V8 Atmo     | G     | 124   | + 1 tour            |
| 7    | LMP2   | 34 | Racing Team Turkey        | Salih Yoluç Charlie Eastwood Logan Sargeant              | Oreca 07                       | G     | 124   | + 1 tour            |
| 7    | LMP2   | 34 | Racing Team Turkey        | Salih Yoluç Charlie Eastwood Logan Sargeant              | Gibson GK428 4,2 l V8 Atmo     | G     | 124   | + 1 tour            |
| 8    | LMP2   | 26 | G-Drive Racing            | Franco Colapinto Roman Rusinov Mikkel Jensen             | Aurus 01                       | G     | 124   | + 1 tour            |
| 8    | LMP2   | 26 | G-Drive Racing            | Franco Colapinto Roman Rusinov Mikkel Jensen             | Gibson GK428 4,2 l V8 Atmo     | G     | 124   | + 1 tour            |
| 9    | LMP2   | 28 | IDEC Sport                | Paul-Loup Chatin Paul Lafargue Patrick Pilet             | Oreca 07                       | G     | 124   | + 1 tour            |
| 9    | LMP2   | 28 | IDEC Sport                | Paul-Loup Chatin Paul Lafargue Patrick Pilet             | Gibson GK428 4,2 l V8 Atmo     | G     | 124   | + 1 tour            |
| 10   | LMP2   | 24 | Algarve Pro Racing        | Richard Bradley Ferdinand von Habsburg Diego Menchaca    | Oreca 07                       | G     | 124   | + 1 tour            |
| 10   | LMP2   | 24 | Algarve Pro Racing        | Richard Bradley Ferdinand von Habsburg Diego Menchaca    | Gibson GK428 4,2 l V8 Atmo     | G     | 124   | + 1 tour            |
| 11   | LMP2   | 29 | Ultimate                  | François Hériau Matthieu Lahaye Jean-Baptiste Lahaye     | Oreca 07                       | G     | 124   | + 1 tour            |
| 11   | LMP2   | 29 | Ultimate                  | François Hériau Matthieu Lahaye Jean-Baptiste Lahaye     | Gibson GK428 4,2 l V8 Atmo     | G     | 124   | + 1 tour            |
| 12   | LMP2   | 37 | Cool Racing               | Antonin Borga Alexandre Coigny Nicolas Lapierre          | Oreca 07                       | G     | 123   | + 2 tours           |
| 12   | LMP2   | 37 | Cool Racing               | Antonin Borga Alexandre Coigny Nicolas Lapierre          | Gibson GK428 4,2 l V8 Atmo     | G     | 123   | + 2 tours           |
| 13   | LMP2   | 92 | Racing Team Nederland     | Frits van Eerd Giedo Van der Garde                       | Oreca 07                       | G     | 123   | + 2 tours           |
| 13   | LMP2   | 92 | Racing Team Nederland     | Frits van Eerd Giedo Van der Garde                       | Gibson GK428 4,2 l V8 Atmo     | G     | 123   | + 2 tours           |
| 14   | LMP2   | 70 | Realteam Racing           | Esteban Garcia Loic Duval                                | Oreca 07                       | G     | 123   | + 2 tours           |
| 14   | LMP2   | 70 | Realteam Racing           | Esteban Garcia Loic Duval                                | Gibson GK428 4,2 l V8 Atmo     | G     | 123   | + 2 tours           |
| 15   | LMP2   | 17 | IDEC Sport                | Ryan Dalziel Dwight Merriman Kyle Tilley                 | Oreca 07                       | G     | 122   | + 3 tours           |
| 15   | LMP2   | 17 | IDEC Sport                | Ryan Dalziel Dwight Merriman Kyle Tilley                 | Gibson GK428 4,2 l V8 Atmo     | G     | 122   | + 3 tours           |
| 16   | LMP2   | 39 | Graff                     | Vincent Capillaire Arnold Robin Maxime Robin (de)        | Oreca 07                       | G     | 122   | + 3 tours           |
| 16   | LMP2   | 39 | Graff                     | Vincent Capillaire Arnold Robin Maxime Robin (de)        | Gibson GK428 4,2 l V8 Atmo     | G     | 122   | + 3 tours           |
| 17   | LMP2   | 21 | DragonSpeed USA           | Ben Hanley Henrik Hedman Juan Pablo Montoya              | Oreca 07                       | G     | 122   | + 3 tours           |
| 17   | LMP2   | 21 | DragonSpeed USA           | Ben Hanley Henrik Hedman Juan Pablo Montoya              | Gibson GK428 4,2 l V8 Atmo     | G     | 122   | + 3 tours           |
| 18   | LMP2   | 35 | BHK Motorsport            | Sergio Campana Francesco Dracone Markus Pommer           | Oreca 07                       | G     | 122   | + 3 tours           |
| 18   | LMP2   | 35 | BHK Motorsport            | Sergio Campana Francesco Dracone Markus Pommer           | Gibson GK428 4,2 l V8 Atmo     | G     | 122   | + 3 tours           |
| 19   | LMP3   | 4  | DKR Engineering           | Laurents Hörr Mathieu de Barbuat                         | Duqueine M30 - D08             | M     | 119   | + 6 tours           |
| 19   | LMP3   | 4  | DKR Engineering           | Laurents Hörr Mathieu de Barbuat                         | Nissan VK56 5,6 l V8 Atmo      | M     | 119   | + 6 tours           |
| 20   | LMP3   | 2  | United Autosports         | Wayne Boyd Edouard Cauhaupé Rob Wheldon                  | Ligier JS P320                 | M     | 119   | + 6 tours           |
| 20   | LMP3   | 2  | United Autosports         | Wayne Boyd Edouard Cauhaupé Rob Wheldon                  | Nissan VK56 5,6 l V8 Atmo      | M     | 119   | + 6 tours           |
| 21   | LMP3   | 13 | Inter Europol Competition | Martin Hippe Ugo de Wilde Mattia Pasini                  | Ligier JS P320                 | M     | 119   | + 6 tours           |
| 21   | LMP3   | 13 | Inter Europol Competition | Martin Hippe Ugo de Wilde Mattia Pasini                  | Nissan VK56 5,6 l V8 Atmo      | M     | 119   | + 6 tours           |
| 22   | LMP3   | 19 | Cool Racing               | Matthew Bell Niklas Krütten Nicolas Maulini              | Ligier JS P320                 | M     | 119   | + 6 tours           |
| 22   | LMP3   | 19 | Cool Racing               | Matthew Bell Niklas Krütten Nicolas Maulini              | Nissan VK56 5,6 l V8 Atmo      | M     | 119   | + 6 tours           |
| 23   | LMP3   | 20 | Team Virage               | Charles Crews Garett Grist Rob Hodes                     | Ligier JS P320                 | M     | 118   | + 7 tours           |
| 23   | LMP3   | 20 | Team Virage               | Charles Crews Garett Grist Rob Hodes                     | Nissan VK56 5,6 l V8 Atmo      | M     | 118   | + 7 tours           |
| 24   | LMP3   | 5  | MV2S Racing               | Adrien Chila Christophe Cresp Fabien Lavergne            | Ligier JS P320                 | M     | 118   | + 7 tours           |
| 24   | LMP3   | 5  | MV2S Racing               | Adrien Chila Christophe Cresp Fabien Lavergne            | Nissan VK56 5,6 l V8 Atmo      | M     | 118   | + 7 tours           |
| 25   | LMP3   | 14 | Inter Europol Competition | Erwin Creed Marius Zug Mateusz Kaprzyk                   | Ligier JS P320                 | M     | 118   | + 7 tours           |
| 25   | LMP3   | 14 | Inter Europol Competition | Erwin Creed Marius Zug Mateusz Kaprzyk                   | Nissan VK56 5,6 l V8 Atmo      | M     | 118   | + 7 tours           |
| 26   | LMP3   | 18 | 1 AIM Villorba Corse      | Alessandro Bressan Damiano Fioravanti Andreas Laskaratos | Ligier JS P320                 | M     | 118   | + 7 tours           |
| 26   | LMP3   | 18 | 1 AIM Villorba Corse      | Alessandro Bressan Damiano Fioravanti Andreas Laskaratos | Nissan VK56 5,6 l V8 Atmo      | M     | 118   | + 7 tours           |
| 27   | LMP3   | 15 | RLR Msport                | Mike Benham Malthe Jakobsen Alex Kapadia                 | Ligier JS P320                 | M     | 117   | + 8 tours           |
| 27   | LMP3   | 15 | RLR Msport                | Mike Benham Malthe Jakobsen Alex Kapadia                 | Nissan VK56 5,6 l V8 Atmo      | M     | 117   | + 8 tours           |
| 28   | LMP3   | 3  | United Autosports         | Andrew Bentley Duncan Tappy James McGuire                | Ligier JS P320                 | M     | 117   | + 8 tours           |
| 28   | LMP3   | 3  | United Autosports         | Andrew Bentley Duncan Tappy James McGuire                | Nissan VK56 5,6 l V8 Atmo      | M     | 117   | + 8 tours           |
| 29   | LMGTE  | 55 | Spirit of Race            | Duncan Cameron Alessandro Pier Guidi David Perel         | Ferrari 488 GTE Evo            | G     | 117   | + 8 tours           |
| 29   | LMGTE  | 55 | Spirit of Race            | Duncan Cameron Alessandro Pier Guidi David Perel         | Ferrari F154CB 3,9 l V8 Turbo  | G     | 117   | + 8 tours           |
| 30   | LMGTE  | 80 | Iron Lynx                 | Matteo Cressoni Rino Mastronardi Miguel Molina           | Ferrari 488 GTE Evo            | G     | 117   | + 8 tours           |
| 30   | LMGTE  | 80 | Iron Lynx                 | Matteo Cressoni Rino Mastronardi Miguel Molina           | Ferrari F154CB 3,9 l V8 Turbo  | G     | 117   | + 8 tours           |
| 31   | LMGTE  | 88 | AF Corse                  | François Perrodo Emmanuel Collard Alessio Rovera         | Ferrari 488 GTE Evo            | G     | 117   | + 8 tours           |
| 31   | LMGTE  | 88 | AF Corse                  | François Perrodo Emmanuel Collard Alessio Rovera         | Ferrari F154CB 3,9 l V8 Turbo  | G     | 117   | + 8 tours           |
| 32   | LMP3   | 12 | Racing Experience         | Tom Cloet David Hauser Gary Hauser                       | Duqueine M30 - D08             | M     | 117   | + 8 tours           |
| 32   | LMP3   | 12 | Racing Experience         | Tom Cloet David Hauser Gary Hauser                       | Nissan VK56 5,6 l V8 Atmo      | M     | 117   | + 8 tours           |
| 33   | LMGTE  | 66 | JMW Motorsport            | Jody Fannin Andrea Fontana Rodrigo Sales                 | Ferrari 488 GTE Evo            | G     | 117   | + 8 tours           |
| 33   | LMGTE  | 66 | JMW Motorsport            | Jody Fannin Andrea Fontana Rodrigo Sales                 | Ferrari F154CB 3,9 l V8 Turbo  | G     | 117   | + 8 tours           |
| 34   | LMGTE  | 60 | Iron Lynx                 | Paolo Ruberti Claudio Schiavoni Giorgio Sernagiotto      | Ferrari 488 GTE Evo            | G     | 117   | + 8 tours           |
| 34   | LMGTE  | 60 | Iron Lynx                 | Paolo Ruberti Claudio Schiavoni Giorgio Sernagiotto      | Ferrari F154CB 3,9 l V8 Turbo  | G     | 117   | + 8 tours           |
| 35   | LMGTE  | 83 | Iron Lynx                 | Rahel Frey Michelle Gatting Manuela Gostner              | Ferrari 488 GTE Evo            | G     | 117   | + 8 tours           |
| 35   | LMGTE  | 83 | Iron Lynx                 | Rahel Frey Michelle Gatting Manuela Gostner              | Ferrari F154CB 3,9 l V8 Turbo  | G     | 117   | + 8 tours           |
| 36   | LMP3   | 6  | Nielsen Racing            | Nick Adcock Max Koebolt Austin McCusker                  | Ligier JS P320                 | M     | 117   | + 8 tours           |
| 36   | LMP3   | 6  | Nielsen Racing            | Nick Adcock Max Koebolt Austin McCusker                  | Nissan VK56 5,6 l V8 Atmo      | M     | 117   | + 8 tours           |
| 37   | LMGTE  | 93 | Proton Competition        | Michael Fassbender Felipe Laser (de) Richard Lietz       | Porsche 911 RSR-19             | G     | 116   | + 9 tours           |
| 37   | LMGTE  | 93 | Proton Competition        | Michael Fassbender Felipe Laser (de) Richard Lietz       | Porsche 4,2 l Flat-6 Atmo      | G     | 116   | + 9 tours           |
| 38   | LMGTE  | 95 | TF Sport                  | John Hartshorne Ross Gunn Ollie Hancock                  | Aston Martin Vantage AMR       | G     | 115   | + 10 tours          |
| 38   | LMGTE  | 95 | TF Sport                  | John Hartshorne Ross Gunn Ollie Hancock                  | Aston Martin 4,0 l V8 Bi-Turbo | G     | 115   | + 10 tours          |
| 39   | LMGTE  | 77 | WeatherTech Racing        | Christian Ried Cooper MacNeil Gianmaria Bruni            | Porsche 911 RSR-19             | G     | 115   | + 10 tours          |
| 39   | LMGTE  | 77 | WeatherTech Racing        | Christian Ried Cooper MacNeil Gianmaria Bruni            | Porsche 4,2 l Flat-6 Atmo      | G     | 115   | + 10 tours          |
| 40   | LMP3   | 8  | Graff                     | David Droux Sébastien Page Eric Trouillet                | Ligier JS P320                 | M     | 111   | + 14 tours          |
| 40   | LMP3   | 8  | Graff                     | David Droux Sébastien Page Eric Trouillet                | Nissan VK56 5,6 l V8 Atmo      | M     | 111   | + 14 tours          |
| 41   | LMP3   | 9  | Graff                     | Matthias Kaiser Rory Penttinen                           | Ligier JS P320                 | M     | 99    | + 26 tours          |
| 41   | LMP3   | 9  | Graff                     | Matthias Kaiser Rory Penttinen                           | Nissan VK56 5,6 l V8 Atmo      | M     | 99    | + 26 tours          |
| Abd. | LMP3   | 7  | Nielsen Racing            | Colin Noble Anthony Wells                                | Ligier JS P320                 | M     | 79    | Sortie              |
| Abd. | LMP3   | 7  | Nielsen Racing            | Colin Noble Anthony Wells                                | Nissan VK56 5,6 l V8 Atmo      | M     | 79    | Sortie              |

## Pole position et record du tour
- Pole position :  Franco Colapinto (#26 G-Drive Racing) en 1 min 37 s 469
- Meilleur tour en course :  Franco Colapinto (#26 G-Drive Racing) en 1 min 39 s 861

## Tours en tête
- no 26 Aurus 01 - G-Drive Racing :  20 tours (1-20 / 25-27)[8]
- no 22 Oreca 07 - United Autosports :  18 tours (21-22 / 29-44)
- no 41 Oreca 07 - Team WRT :  2 tours (23-24)
- no 92 Oreca 07 - Racing Team Nederland :  1 tour (28)
- no 65 Oreca 07 - Panis Racing :  81 tours (45-125)

## À noter
- Longueur du circuit : 5,793 km
- Distance parcourue par les vainqueurs : 724,125 km